# Jack Ketchum

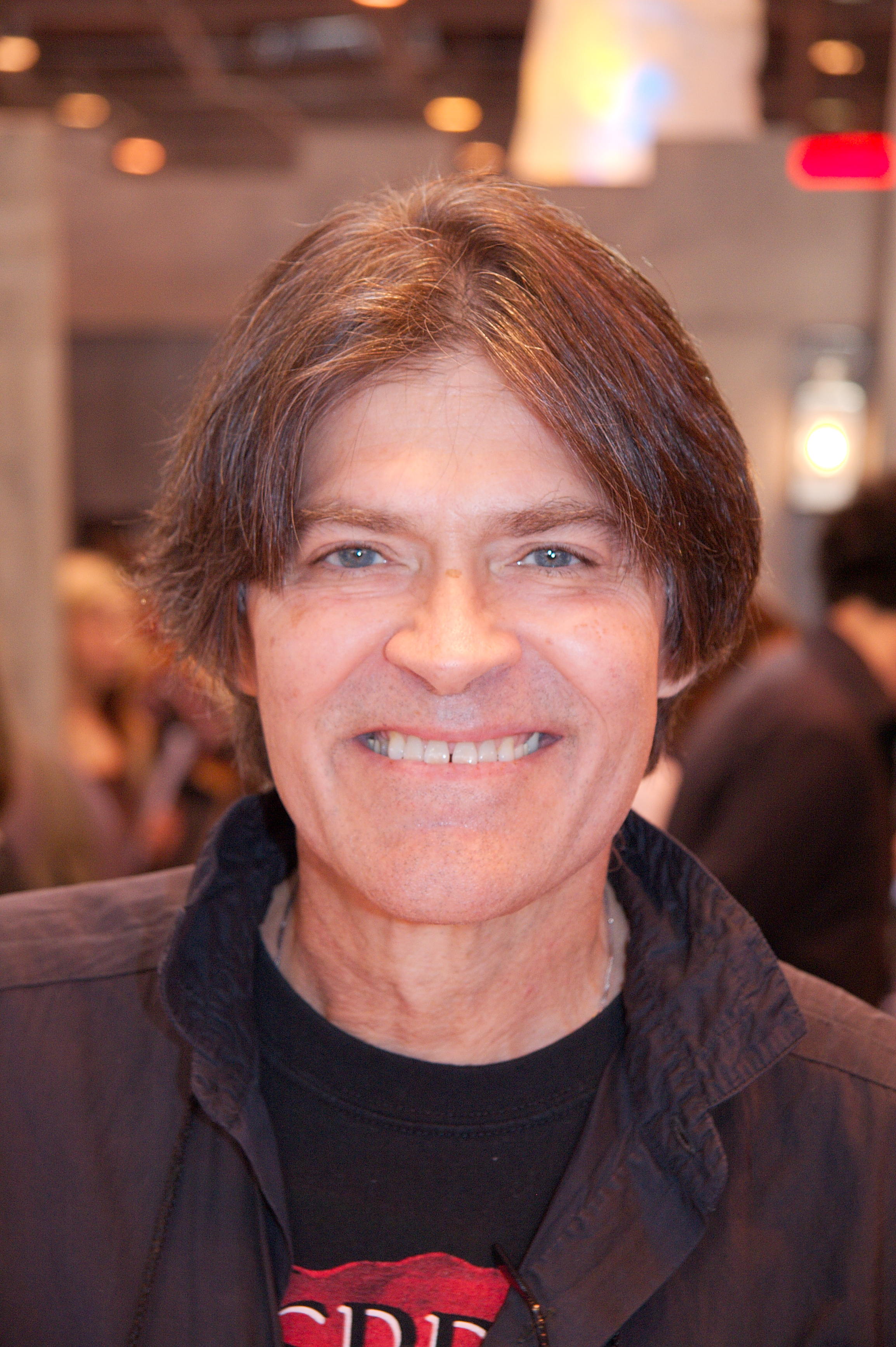
Jack Ketchum, Salon du Livre, 2009

Jack Ketchum (bürgerlich: Dallas Mayr; * 10. November 1946 in Livingston, New Jersey; † 24. Januar 2018 in New York City, New York) war ein US-amerikanischer Schriftsteller. Er wurde mehrfach mit dem Bram Stoker Award ausgezeichnet sowie 2011 mit dem World Horror Convention Grand Master Award. 2010 wurde Die Schwestern als „Bestes Internationales Literaturwerk“ mit dem Vincent Preis ausgezeichnet.

## Leben
Ketchum wurde als Sohn der deutschen Einwanderer Dallas William und Evelyn Fahner Mayr geboren, besuchte das Emerson College und arbeitete als junger Mann unter anderem als Koch, Holzverkäufer, Schauspieler und Lehrer. Als Literaturagent begleitete Ketchum die letzten Jahre Henry Millers. Ein Mentor des jungen Jack Ketchum war Robert Bloch, der Autor des Romans Psycho.

### Name
Einige seiner frühen Werke erschienen noch unter dem Pseudonym „Jerzy Livingston“, in Anlehnung an seine Heimatstadt.
Der Künstlername Jack Ketchum ist eine Anspielung auf den historischen Henker Jack Ketch (gestorben 1686). Da die Figuren in Ketchums Romanen häufig ein tragisches Ende ereilt, passt der Name des Autors als Scharfrichter. Zudem ist der Name auch als Wortspiel lesbar: „Jack, Catch ’em“, also „Jack, fang sie“.

### Filmkarriere
Seine Werke The Lost, Evil, Red, Beutegier und The Woman wurden jeweils verfilmt. Abgesehen von The Woman übernahm er in den Filmen unter seinem bürgerlichen Namen Dallas Mayr eine Nebenrolle.

## Werke

### Bibliografie
- Off Season (1979) (dt. „Beutezeit“, Heyne Verlag, München 2007, ISBN 978-3-453-67507-0)
- Hide And Seek (1984) (dt. „Versteckt“, Heyne 2013, ISBN 978-3-453-67616-9)
- Cover (1987) (dt. „Jagdtrip“, Heyne 2016, ISBN 978-3-453-67706-7)
- The Girl Next Door (1989) (dt. „Evil“, Heyne 2006, ISBN 978-3-453-67502-5)
- She Wakes (1989) (dt. „Sie Erwacht“, Festa 2019, Einmalige Privatausgabe - Limitiert auf 999 Exemplare - ohne ISBN)
- Offspring (1991) (dt. „Beutegier“, Heyne 2009, ISBN 978-3-453-67562-9)
- Joyride (1994) (dt. „Amokjagd“, Heyne 2008, ISBN 978-3-453-67545-2)
- Stranglehold (1995) (dt. „Wahnsinn“, Heyne 2009, ISBN 978-3-453-67552-0)
- Red (1995) (dt. „Blutrot“, Heyne 2008, ISBN 978-3-453-67556-8)
- Ladies Night (1997) (dt. „Ladies' Night“, Festa 2020 - ohne ISBN)
- The Exit At Toledo Blade Boulevard (1998)
- Right To Life and 2 Stories (1998) (dt. „Lebendig“, Heyne 2014, ISBN 978-3-453-67658-9)
- The Dust of the Heavens (1999)
- Broken on the Wheel of Sex (1999)
- Masks (1999) mit Edward Lee
- Father And Son (1999)
- Off Season: The Unexpurgated Edition (1999), (dt. „Beutezeit“, Heyne 2007, ISBN 978-3-453-67507-0)
- Right To Life: And 2 New Stories (1999)
- The Lost (2001) (dt. „The Lost“, Heyne 2011, ISBN 978-3-453-67627-5)
- Eyes Left (2001) mit Edward Lee
- Triage (2001) mit Richard Laymon und Edward Lee
- Station Two (2001)
- Peaceable Kingdom (2002)
- Sleep Disorder (2003) mit Edward Lee
- Honor System (2003)
- At Home with the VCR (2003)
- The Fountain (2004) mit The Piece of Paper von Edward Lee
- The Crossings (2004) (dt. „Die Schwestern“ (Atlantis Verlag, August 2010))
- The Transformed Mouse: A Fable (2004)
- Seascape (2005)
- Absinthe (2006) mit Tim Lebbon
- Weed Species (2006) (dt. „Übler Abschaum“, Festa 2020 - ohne ISBN)
- Closing Time and Other Stories (2007)
- Richard Laymon: Tributes (2007)
- Book of Souls (2008)
- Old Flames (2008) (dt. „Psychotic“, Festa 2020 - ohne ISBN)
- mit Lucky McKee: The Woman (2011) (dt. „Beuterausch“, Heyne 2011, ISBN 978-3-453-67615-2)
- mit Lucky McKee: I’m Not Sam (2012) (dt. „Ich bin nicht Sam“, Festa 2019, ISBN 978-3-86552-798-1)

### Verfilmungen
- The Lost (2006) (dt. „Jack Ketchum’s The Lost – Teenage Serial Killer“, 9. April 2009)
- The Girl next Door (2007) (dt. „Jack Ketchum’s Evil“, 16. Mai 2008)
- Red (2008) (dt. „Red“ oder auch „Blutrot“, 24. April 2009)
- Offspring (2009) (dt. „Jack Ketchums Beutegier“, 2009)
- The Woman (2011)
- Darlin’ (2019, Fortsetzung von The Woman, aber keine direkte Verfilmung)